# Phyllovates minor
Phyllovates minor är en bönsyrseart som beskrevs av Henri Saussure 1872. Phyllovates minor ingår i släktet Phyllovates och familjen Mantidae. Inga underarter finns listade i Catalogue of Life.